# هنري سميث
هنري سميث (بالإنجليزية: Henry Smith )‏ (و. 1838 – 1916 م) هو سياسي، ومهندس معماري، من الولايات المتحدة الأمريكية، ولد في بالتيمور، ماريلاند، كان عضوًا في الحزب الديمقراطي الأمريكي، توفي في ميلواكي، ويسكنسن، عن عمر يناهز 78 عاماً.

## مناصب
تولى منصب عضو مجلس النواب الأمريكي، وعضو مجلس ولاية ويسكونسن.